# Trichomyia urbica
Trichomyia urbica är en tvåvingeart som beskrevs av Alexander Henry Haliday 1839. Trichomyia urbica ingår i släktet Trichomyia och familjen fjärilsmyggor. Arten är reproducerande i Sverige. Inga underarter finns listade i Catalogue of Life.